# Städtische Gesamtschule Stolberg
Die Städtische Gesamtschule Stolberg auf der Liester ist neben der Kupferstädter Gesamtschule eine von zwei Gesamtschulen in der Stadt Stolberg im Rheinland in der Städteregion Aachen. Sie hat aktuell (2024) 1039 Schülerinnen und Schüler und befindet sich in der Trägerschaft der Stadt Stolberg.

## Geschichte

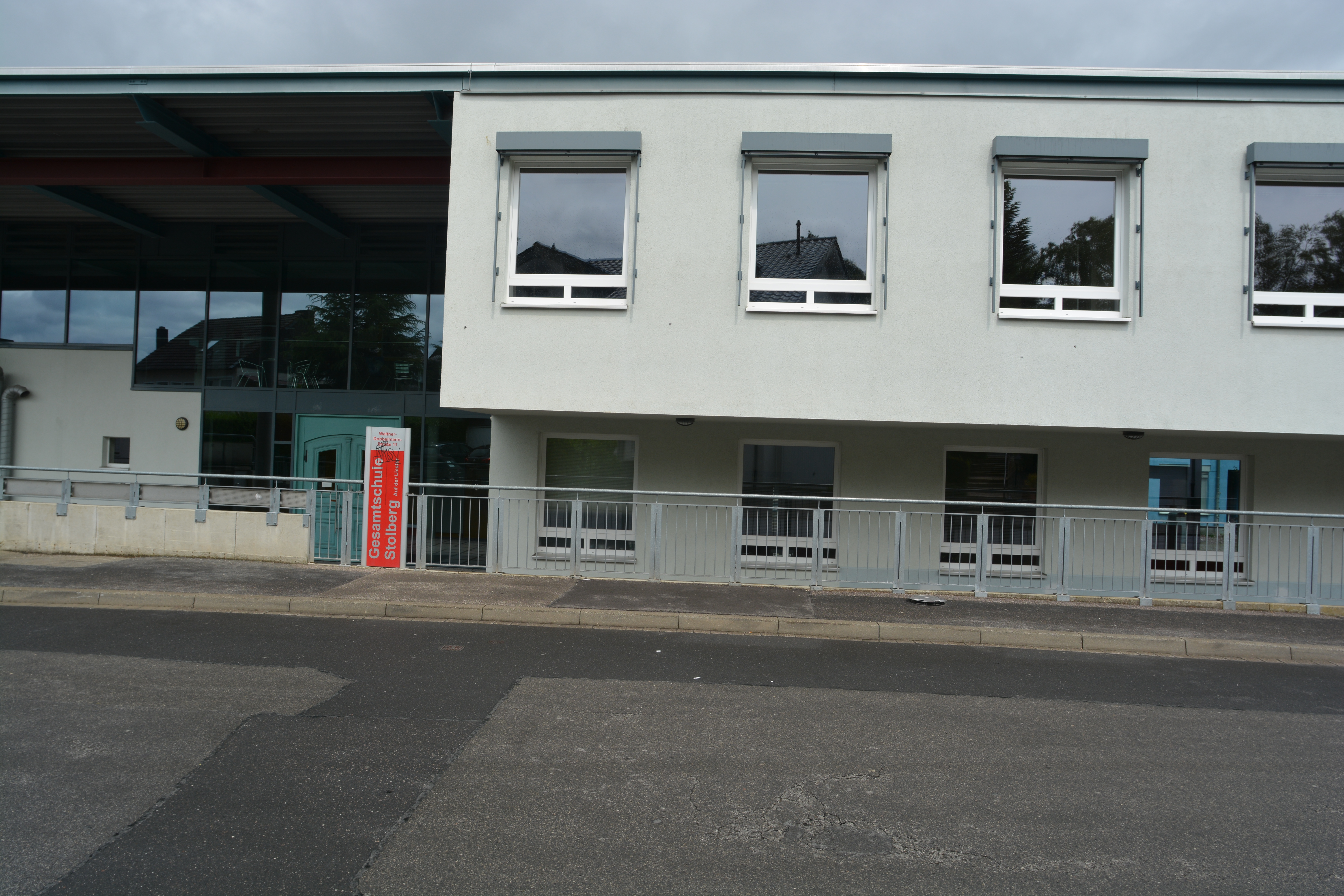
Eingang Walther-Dobbelmann-Straße

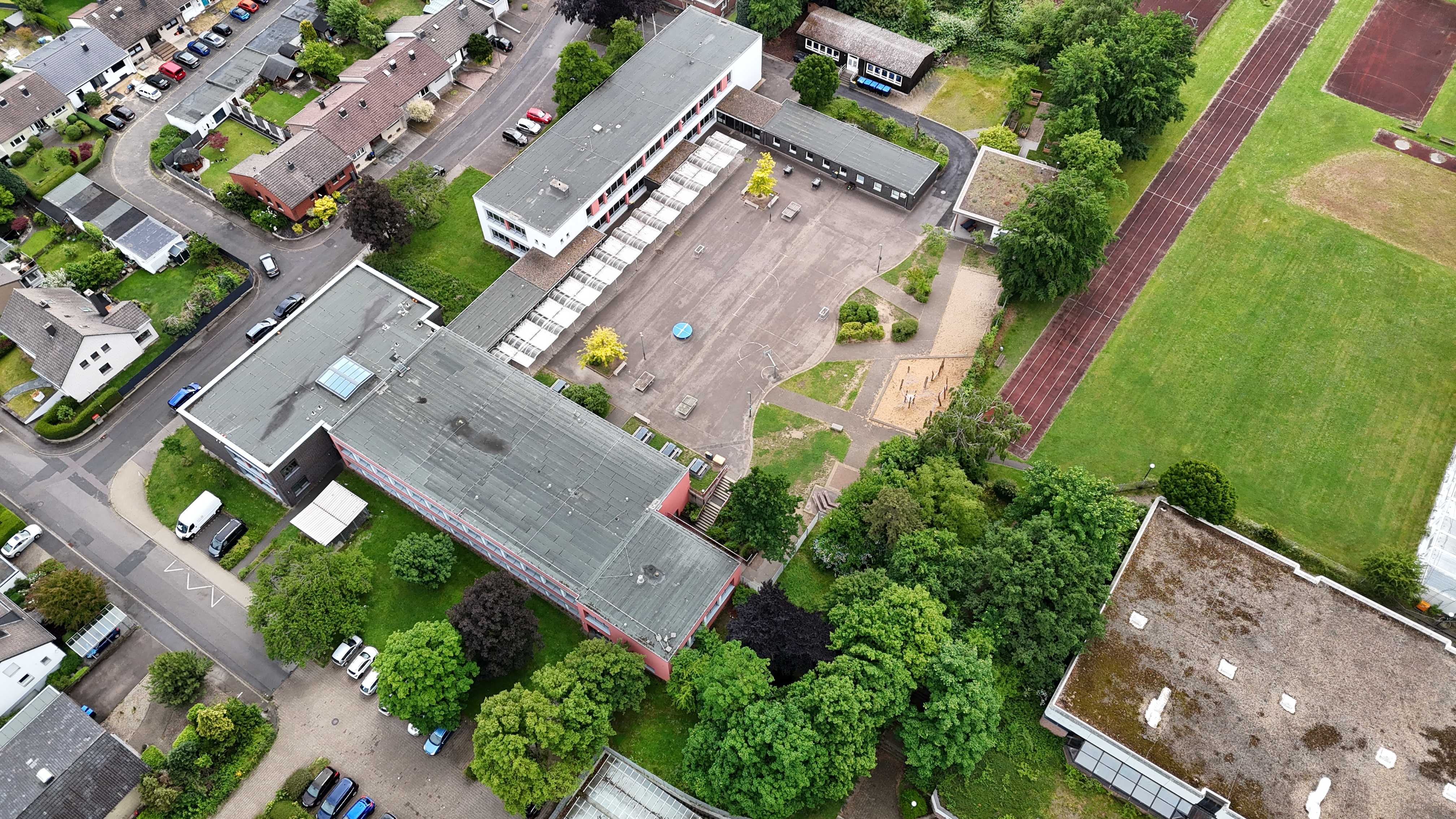
Gebäude Sperberweg

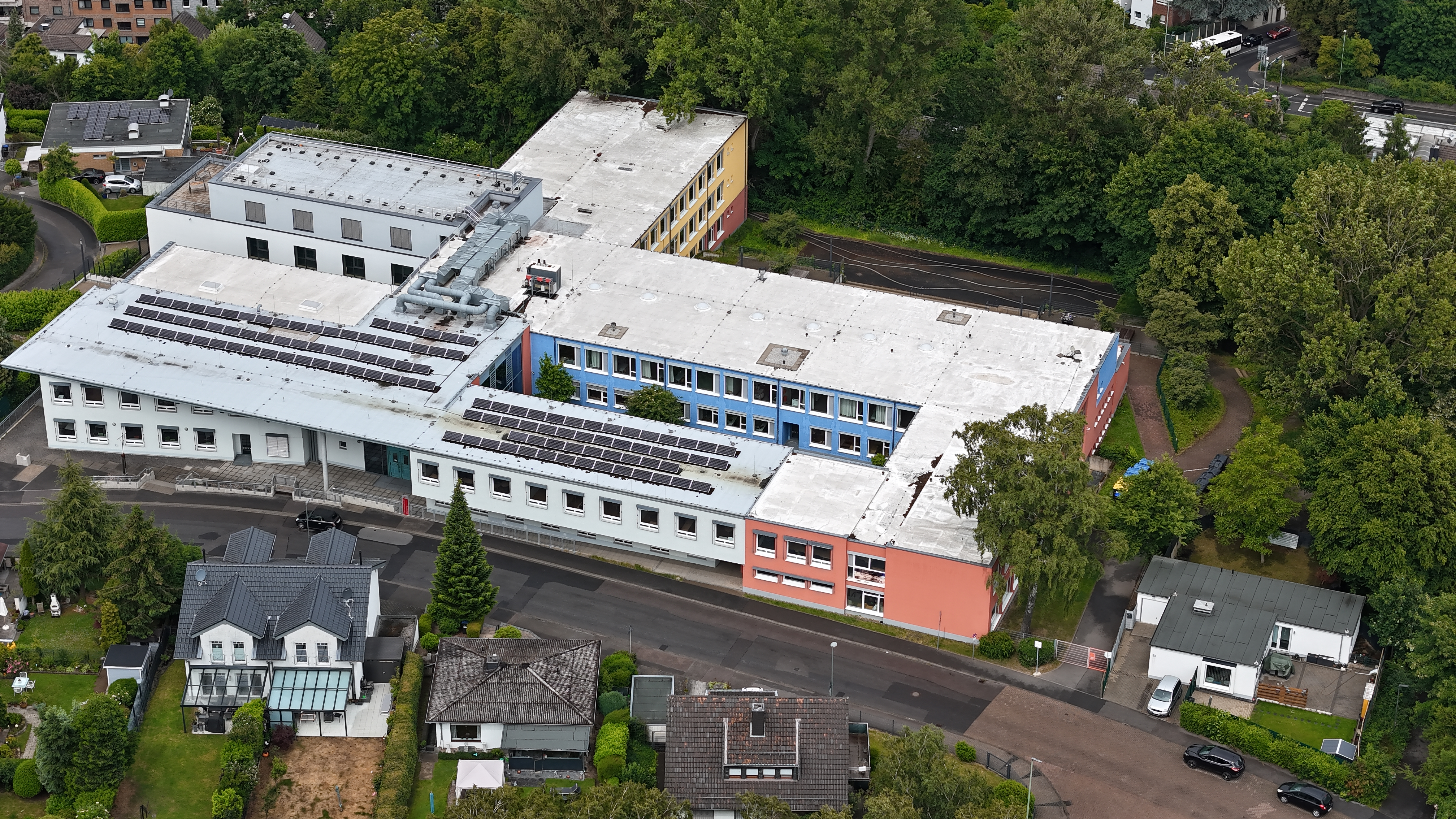
Gebäude Walther-Dobbelmann-Straße

Die Schule wurde zum Schuljahr 2012/2013 in den ehemaligen Räumlichkeiten der LVR-Gutenberg Schule im Sperberweg eröffnet. Nach Auslaufen der Realschule I fielen deren Räumlichkeiten in der Walther-Dobbelmann-Straße ebenfalls zur Gesamtschule. Aktuell sind die Jahrgangsstufen 5–7 im Sperberweg, und die Jahrgangsstufen ab 8 in der Walther-Dobbelmann-Straße untergebracht.

## Leitung
Schulleiter ist seit Gründung der Schule Helge Pipoh. Pipoh wird zum Ende des Schuljahres 2024/2025 verabschiedet.

## Auszeichnungen
- Das städtische Gesamtschule ist seit 19. Januar 2014 zertifiziert als Schule ohne Rassismus – Schule mit Courage.[5]
- Die Schule ist akkreditierte Erasmus+ Schule.[6]